# الأهرام ويكلي
جريدة الأهرام ويكلي (بالإنجليزية: Al-Ahram Weekly)‏ هي جريدة مصرية تصدر بالإنجليزية عن مؤسسة الأهرام. تصدر الجريدة أسبوعياً منذ 28 فبراير 1991 كل يوم خميس، كما تصدر على شبكة الإنترنت مساء نفس اليوم.
أسس الجريدة ورأس تحريرها الراحل حسني جندي، وهي تقدم تحليلات وتحقيقات إخبارية لأهم القضايا العالمية وشؤون الشرق الأوسط والمنطقة العربية وقضايا العالم الثالث، وتضم صفحات للرأي تغطى القضايا السياسية والاقتصادية والاجتماعية بأقلام كتاب مصريين وعرب وأجانب.

## وصلات خارجية
- الموقع الرسمي